# Pfarrhaus (Haselbach)

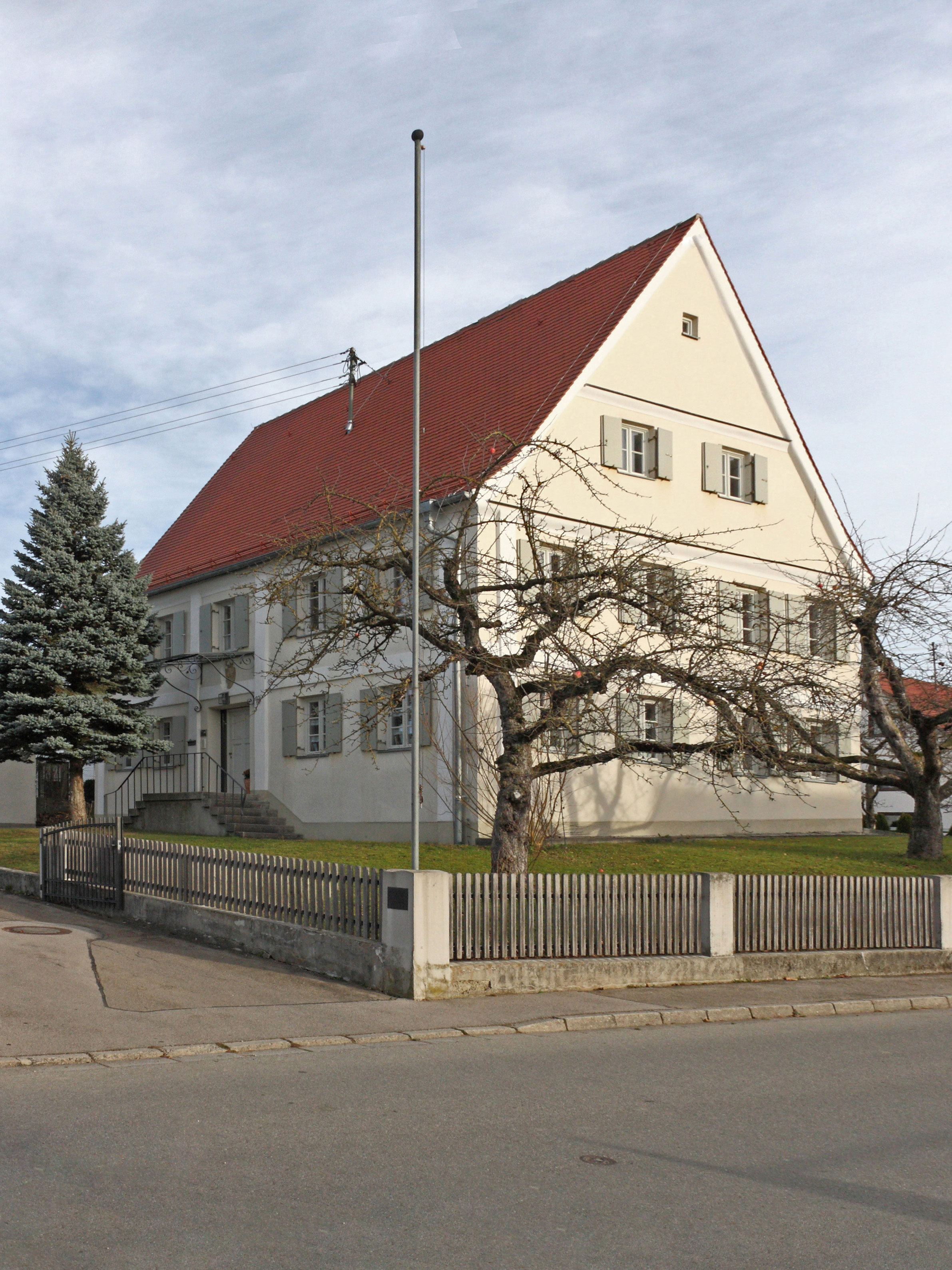
Haselbach Pfarrhaus SW

Das Pfarrhaus in Haselbach, einem Ortsteil der Gemeinde Eppishausen im Landkreis Unterallgäu im bayerischen Regierungsbezirk Schwaben, wurde an Stelle eine Vorgängerbaues in den Jahren 1795/1796 errichtet. Das Gebäude steht unter Denkmalschutz.

## Geschichte
Das bestehende Gebäude wurde 1795/1796 an der Stelle eines Vorgängerbaus aus dem Jahre 1613 errichtet. Der Neubau im späten 18. Jahrhundert erfolgte durch den Maurermeister Anton Meßnang aus Kirchheim in Schwaben, dem Zimmermeister Johann Vetter und dem aus Haselbach stammenden Schreiner Gottfried Endres.

## Baubeschreibung
Das mit einem Satteldach gedeckte Gebäude besteht aus fünf Achsen an der Hauptfront an der Westseite und vier Achsen an der Südseite. Die Hauptfront, deren Eingangstüre und Freitreppe modern ist, ist durch Lisenen an den Ecken und beiderseits der Mittelachse gegliedert. Oberhalb der Lisenen verläuft ein dünnes, profiliertes Traufgesims. Ein ovales Reliefwappen der Fugger-Kirchheim ist oberhalb der Eingangstüre angebracht. Dieses stammt aus der ersten Hälfte des 18. Jahrhunderts. Neben den Ecken der Südseite sind ebenfalls Lisenen angebracht, um welche das Gurt- und Giebelsohlgesims herumgekröpft sind. Am Giebel selbst befindet sich ein Zwischengesims. An der gegenüberliegenden Nordseite existiert nur eine Lisene neben der westlichen Ecke. Die Ostseite des Gebäudes ist schmucklos. Die Säulen des Kehlbalkendaches besitzen profilierte Kopfstücke mit Kerben.

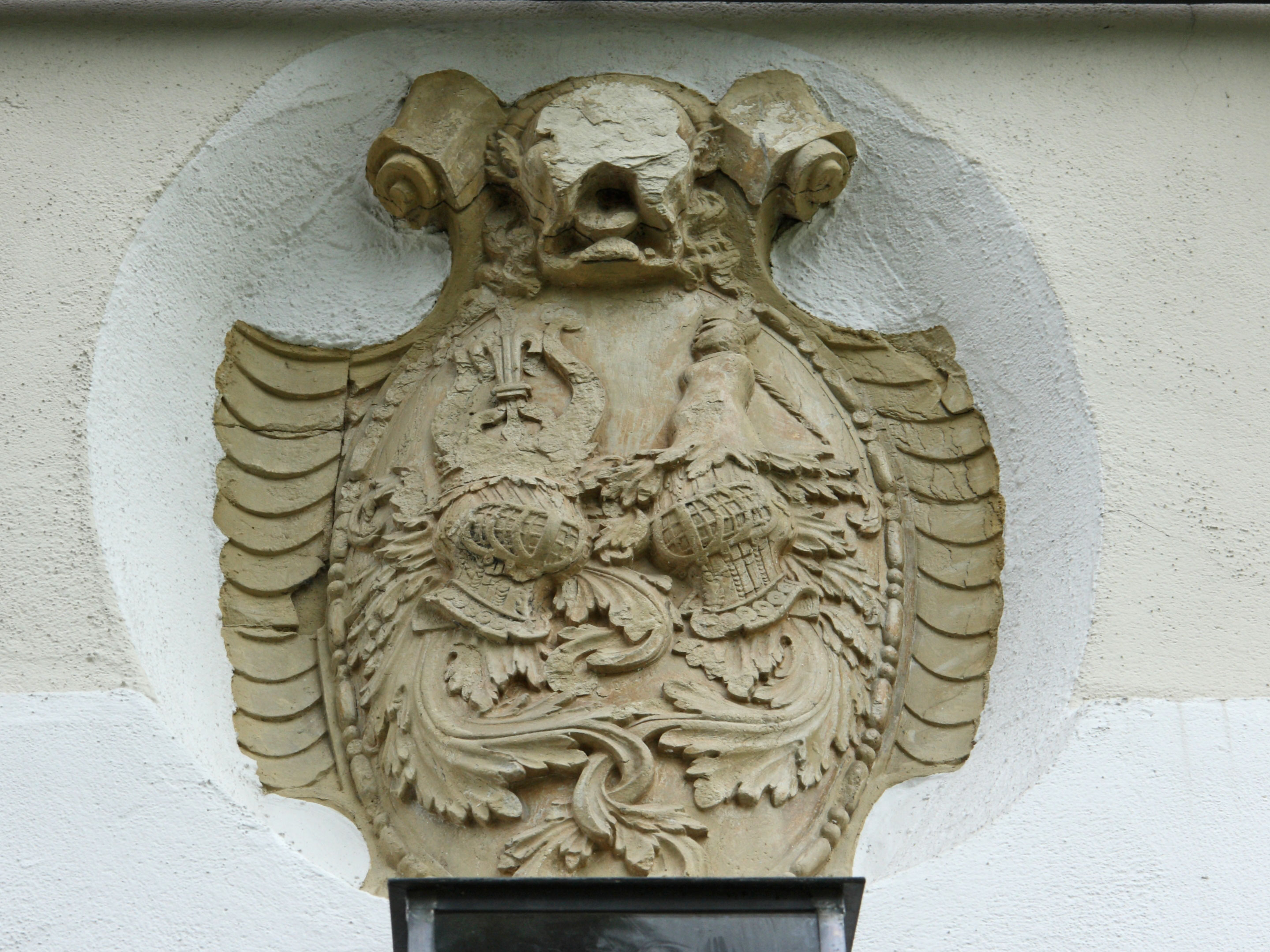
Reliefwappen Fugger-Kirchheim über der Eingangstür

## Innenausstattung
Im Pfarrhaus werden gemäß einer Aufstellung aus dem Jahr 1971 (Heinrich Habel – Landkreis Mindelheim) verschiedene Kunstgegenstände der Kirchen und Kapellen aufbewahrt.
So sind dies mehrere gefasste Holzfiguren. Aus dem 18. Jahrhundert stammen die Halbfiguren der drei Armen Seelen im Feuer, zwei Putten, zwei große fliegende Putten und ein kleines Kruzifix aus der Buchkapelle. Von 1720/1730 stammen die Figuren der Maria und Johannes dem Evangelisten. Beide Figuren waren Bestandteil einer Kreuzigungsgruppe. Des Weiteren befinden sich neugotische Ölbergfiguren aus Könghausen im Pfarrhaus. Zusätzlich sind verschiedene Gemälde im Pfarrhaus untergebracht. Die Darstellung des heiligen Michael mit zwei Engeln, stammt aus der Mitte des 19. Jahrhunderts, das Gemälde des heiligen Antonius in klassizistischem Rahmen wurde im 18. Jahrhundert geschaffen. Ebenfalls in klassizistischem Rahmen ist das Gemälde des heiligen Aloysius aus der zweiten Hälfte des 18. Jahrhunderts. Aus der ersten Hälfte des 18. Jahrhunderts stammt das Gemälde mit der heiligen Anna und dem Marienkind. Das Brustbild der Immaculata im Schweifrahmen wurde in der Mitte des 18. Jahrhunderts gefertigt. Vermutlich aus dem 18. Jahrhundert stammt das Gemälde der heiligen Helena mit dem Kreuz. Letzteres stammt aus der Kirche Maria Zuflucht. Jeweils aus dem 17. Jahrhundert stammt das Brustbild der heiligen Maria und die Skapulier-Muttergottes als Hilfe der Schiffbrüchigen. Das Bild der Skapulier-Muttergottes ist querrechteckig und besitzt abgeschrägte Ecken. Es war ehemals das Mittelbild in der unteren Emporenbrüstung in der Kirche St. Michael in Eppishausen. Vier Kirchenfahnen im Pfarrhaus aus dem frühen 19. Jahrhundert zeigen das Lamm Gottes, Jesus und die Samariterin am Brunnen, den heiligen Franz Xaver und den heiligen Aloysius, das letzte Abendmahl und eine Ecclesia mit Herz, Anker und Kreuz, sowie die Auferstehung mit einem Arma-Christi-Kreuz.